# Lazarus (musical)
Lazarus is een musical met muziek en teksten door de Britse muzikant David Bowie. De musical werd voor het eerst opgevoerd in december 2015 en was een van de laatste werken die Bowie afmaakte voor zijn overlijden op 10 januari 2016. De musical is een vervolg op het boek The Man Who Fell to Earth van Walter Tevis uit 1963. Bowie vertolkte de hoofdrol in de filmbewerking uit 1976, geregisseerd door Nicolas Roeg.

## Productie
De musical ging in première in de New York Theatre Workshop. Net zoals Bowie's dan nog te verschijnen album Blackstar (waar het nummer "Lazarus" ook op voorkomt), werd een groot deel van de productie geheim gehouden tot de eerste preview in november 2015. De musical opende op 7 december 2015 en was oorspronkelijk gepland om tot 17 januari 2016 te spelen, alhoewel de productie later verlengd werd tot 20 januari. De tickets voor de gehele run van de musical waren binnen enkele uren uitverkocht. Op 8 november 2016 ging de musical in première in het Kings Cross Theatre in Londen, met een run tot 22 januari 2017.
De musical was geschreven door Bowie en Enda Walsh. De productie werd gedaan door Bowie en geregisseerd door Ivo van Hove.
Bowie's laatste publieke verschijning voor zijn overlijden was bij de première van de musical op 7 december 2015. Bill de Blasio, de burgemeester van New York, riep de laatste dag van de productie uit tot "David Bowie Day" ter ere van de overleden zanger.

## Cast

### New York
- Michael C. Hall als Thomas Jerome Newton
- Cristin Milioti als Newtons assistente Elly
- Sophia Anne Caruso als Newtons muze
- Michael Esper als Valentine
- Alan Cumming als de moordenaar van het meisje (alleen op video)

### Londen
- Michael C. Hall als Thomas Jerome Newton
- Amy Lennox als Newtons assistente Elly
- Sophia Anne Caruso als Newtons muze
- Michael Esper als Valentine
- Jamie Muscato als Ben

### Nederland
- Thomas Jerome Newton: Dragan Bakema / cover: Pieter van Nieuwenhuyze[1]
- Elly, Newtons assistente: Noortje Herlaar, Lottie Hellingman (alternate)/ cover: Cheyenne Boermans
- Valentine: Pieter Embrechts, William Spaaij (alternate)/ cover: Rick McDonald
- Girl, Newtons muze: Juliana Zijlstra/ cover: Venna van den Bosch
- Michael: Thomas Cammaert, Job Bovelander (alternate)/ cover: Pieter van Nieuwenhuyze
- Zach: Jorrit Ruijs/ cover: Rick McDonald
- Ben: Jeroen C. Molenaar/ cover: Rick McDonald
- Maemi: Holly Mae Brood/ cover: Cheyenne Boermans
- Teen Girl One: Esmée Dekker/ cover: Venna van den Bosch
- Teen Girl Two: Renée de Gruijl/ cover: Venna van den Bosch
- Teen Girl Three: Shary-An Nivillac/ cover: Venna van den Bosch

## Liedjes
De musical Lazarus bevat vele nummers uit Bowie's carrière, alsmede een aantal speciaal voor deze musical geschreven nummers. Alle nummers geschreven door Bowie, tenzij anders genoteerd.
1. "Lazarus" (van Blackstar, 2016)
2. "It's No Game (Part 1)" (van Scary Monsters (and Super Creeps), 1980)
3. "This Is Not America" (Bowie/Pat Metheny/Lyle Mays) (van Pat Metheny Group-album The Falcon and the Snowman, 1985)
4. "The Man Who Sold the World" (van The Man Who Sold the World, 1970)
5. "No Plan" (nieuw nummer)
6. "Love Is Lost" (van The Next Day, 2013)
7. "Changes" (van Hunky Dory, 1971)
8. "Where Are We Now?" (van The Next Day)
9. "Absolute Beginners" (van Absolute Beginners soundtrack, 1986)
10. "Dirty Boys" (van The Next Day)
11. "Killing a Little Time" (nieuw nummer)
12. "Life on Mars?" (van Hunky Dory)
13. "All the Young Dudes" (van Mott the Hoople-album All the Young Dudes, 1972)
14. "Sound and Vision" (van Low, 1977)
15. "Always Crashing in the Same Car" (van Low)
16. "Valentine's Day" (van The Next Day)
17. "When I Met You" (nieuw nummer)
18. ""Heroes"" (Bowie/Brian Eno) (van "Heroes", 1977)

### Castalbum
Op 21 oktober 2016 wordt het castalbum van de musical Lazarus uitgebracht. Het album bevat, naast de nummers die de acteurs uit de New York-productie in de musical zongen, de laatste nummers die Bowie ooit opnam voor zijn overlijden - "No Plan", "Killing a Little Time" en "When I Met You". Ook de originele Blackstar-versie van "Lazarus" is te vinden op het album. De rest van het album werd opgenomen op 11 januari 2016. Toen zij arriveerden in de studio, kregen de cast en de muzikanten te horen dat Bowie de avond ervoor was overleden.
CD1
1. "Hello Mary Lou (Goodbye Heart)" - Ricky Nelson
2. "Lazarus" - Michael C. Hall en cast
3. "It's No Game" - Michael C. Hall, Lynn Craig en cast
4. "This Is Not America" - Sophia Anne Caruso en cast
5. "The Man Who Sold the World" - Charlie Pollock
6. "No Plan" - Sophia Anne Caruso
7. "Love Is Lost" - Michael Esper en cast
8. "Changes" - Cristin Milioti en cast
9. "Where Are We Now?" - Michael C. Hall en cast
10. "Absolute Beginners" - Michael C. Hall, Cristin Milioti, Michael Esper, Sophia Anne Caruso, Krystina Alabado en cast
11. "Dirty Boys" - Michael Esper
12. "Killing a Little Time" - Michael C. Hall
13. "Life on Mars?" - Sophia Anne Caruso
14. "All the Young Dudes" - Nicholas Christopher, Lynn Craig, Michael Esper, Sophia Anne Caruso en cast
15. "Sound and Vision" - David Bowie
16. "Always Crashing in the Same Car" - Cristin Milioti
17. "Valentine's Day" - Michael Esper en cast
18. "When I Met You" - Michael C. Hall en Krystina Alabado
19. ""Heroes"" - Michael C. Hall, Sophia Anne Caruso en cast

CD2
1. "Lazarus" - David Bowie
2. "No Plan" - David Bowie
3. "Killing a Little Time" - David Bowie
4. "When I Met You" - David Bowie